# Góry Annamskie

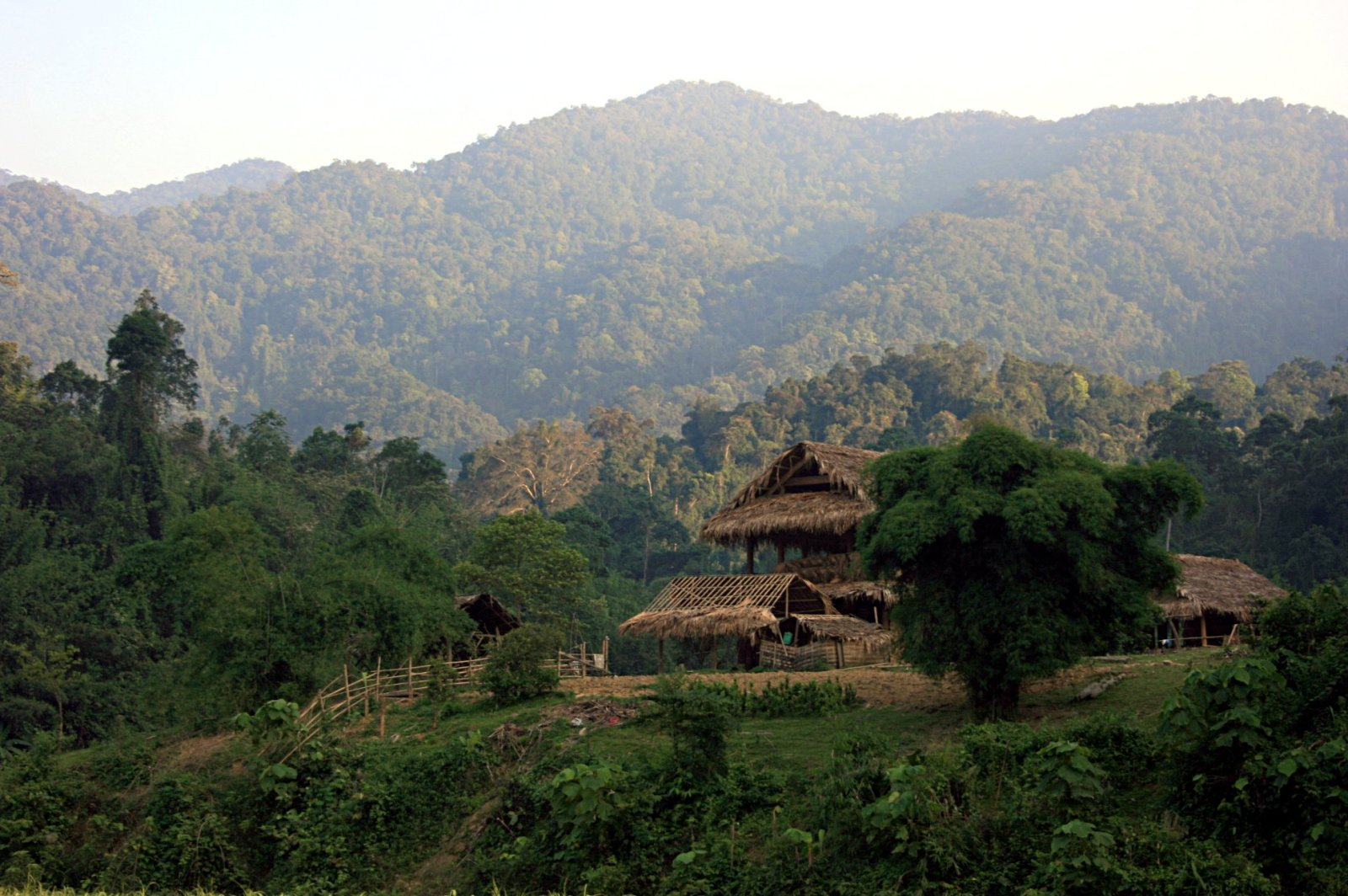
Góry Annamskie. Park Narodowy Pù Mát, Wietnam.

Góry Annamskie (wiet. Dãy Trường Sơn) − góry we wschodniej części Półwyspu Indochińskiego, w Wietnamie i Laosie.
Góry Annamskie rozciągają się wzdłuż wybrzeża morza południwochińskiego oddzielając dolinę Mekongu od wietnamskich nizin nadbrzeżnych. Pasmo rozciąga się południkowo na długości ok. 1100 km, opadając bardzo stromo na wschód, do morza i łagodnie obniżając się w kierunku zachodnim ku dolinie Mekongu. Najwyższym szczytem gór Annamskich jest leżący w Laosie Phou Bia, wysoki na 2.820 m. W Środkowym Wietnamie góry Annamskie osiągają wysokość do 2598 m n.p.m. i stanowią naturalną granicę między zamieszkanymi przez Wietnamczyków, żyznymi terenami nadmorskimi, a Płaskowyżem Zachodnim z ludnością należącą do wietnamskich mniejszości etnicznych.
Góry Annamskie zbudowane są z silnie zmetamorfizowanych skał prekambryjskich. Wiek ich określono jako archaiczny. Stanowią one wschodnią, najwyższą część masywu indochińskiego.
W czasie trwania wojny wietnamskiej przez góry te przebiegał tzw. „Szlak Ho Chi Minha”.